# Sudare Rock
Sudare Rock är en kulle i Antarktis. Den ligger i Östantarktis. Norge gör anspråk på området. Toppen på Sudare Rock är 2 meter över havet.
Terrängen runt Sudare Rock är varierad. Havet är nära Sudare Rock åt nordväst. Trakten är obefolkad. Det finns inga samhällen i närheten. 